# カザフスタン国家保安委員会

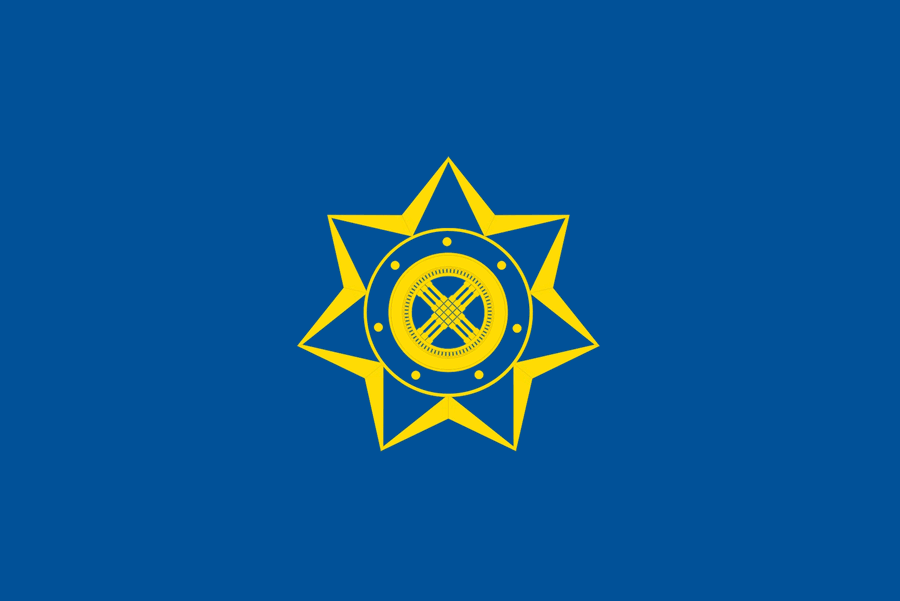
機関旗

カザフスタン国家保安委員会（カザフ語：Ұлттық қауіпсіздік комитеті；略語：ҰҚК、ロシア語: Комитет национальной безопасности Республики Казахстан）とは、カザフスタン共和国の諜報機関、秘密警察。カザフスタンにおける旧ソ連国家保安委員会 (KGB) の後継機関。諜報、防諜、犯罪捜査、国境警備を担当する。
カザフスタンでは、独自の特務機関の編成の際、KGBの機構が採用されたが、ロシア人職員全員が免職され、代わりにカザフ人が採用され、財政が限界まで切り詰められ、非公然に内職の許可が与えられた。

## 歴史
ソ連崩壊と関連して、1992年、カザフ・ソビエト社会主義共和国KGBは、カザフスタン共和国国家保安委員会に改称された。
1997年9月17日付国家保安委員会令第0559号により、国家保安委員会アルマトゥイ市・アルマトゥイ州部が創設された。
1997年11月5日、大統領令により、大統領直属の対外諜報機関、バルラウ庁が創設された。しかしながら、1998年9月、バルラウ庁は、国家保安委員会の構成下に戻った。ことの問題は、当時、国境警備隊も含めて、スーパー特務機関を創設しようとしていたヌルスルタン・ナザルバエフ大統領の娘婿ラハト・アリエフが国家保安委員会の実権を握っていたことにある。

## 機構
- 対外情報局（英語版、ロシア語版）（シルバル (カザフ語: "Syrbar")、前身はバルラウ（カザフ語：Барлау）庁） - 対外諜報
- 軍事防諜機関
- 対テロ・センター
- 国境庁

教育機関として、国家保安委員会アカデミー、国家保安委員会軍事大学が存在する。各州には、支部が存在する。
対テロ特殊部隊として、アルイスタンを保有している。

## 歴代国家保安委員会議長
1. ブラート・バエケノフ（1992年7月 - 1993年12月[1][2]）
2. サート・トクパクバエフ（1993年12月 - 1995年11月[1]）
3. ジェニスベク・ジュマンベコフ（ロシア語版）（1995年11月 - 1997年5月[1]）
4. アルヌール・ムサエフ（ロシア語版）（1997年5月 - 1998年9月[1]）
5. ヌルタイ・アブィカエフ（1998年9月 - 1999年8月[1]）
6. アルヌール・ムサエフ（ロシア語版）（1999年8月 - 2001年5月[1]）※再任
7. マラート・タジン（2001年5月 - 2001年12月[1]）
8. ヌルタイ・ドゥトバエフ（2001年12月 - 2006年2月[1]）
9. アマンゲリディ・シャブダルバエフ（2006年3月 - 2009年12月[1]）
10. アディリ・シャヤメトフ（2009年12月[1] - 2010年8月）
11. ヌルタイ・アブィカエフ（2010年8月 - 2015年12月[3]）※再任
12. ウラジーミル・ジュマカノフ（ロシア語版）（2015年12月25日 - 2016年9月8日）[3]
13. カリム・マシモフ（2016年9月8日 - 2022-01-05）[4][5]
14. エルメク・サギンバエフ（ロシア語版）（2022年1月5日 - ）